# Maurycy Mochnacki
Maurycy Mochnacki (Velyki Mosty, 13 settembre 1803 – Auxerre, 20 dicembre 1834) è stato un pubblicista polacco.
Partecipò alla Rivolta di Novembre come giornalista - Powstanie narodu polskiego w roku 1830 i 1831. Dopo la sconfitta, emigrò all'estero. In gioventù, sostenne l'ideologia dei giacobini polacchi.